# Aloe pumilio
Aloe pumilio é uma espécie de liliopsida do gênero Aloe, pertencente à família Asphodelaceae.